# Qiuchi (berg)
Qiuchi är ett berg i Gansu i Kina. Toppen på Qiuchi är 1793 meter över havet och finns 50 kilometer söder om Daqiao i Xihe.
Difolket har sitt ursprung kring Qiuchi, och var även platsen för den historiska staten Qiuchi.
Qiuchi är även utpekad som att potentiellt kunna vara det mytologiska berget Changyang där Xingtian är begravd och som var födelseplats för Fuxi.